# 한내항 (폐지항)
한내항은 경상남도 거제시 연초면 한내리에 있던 어항의 명칭이다.

## 연혁
- 경상남도 거제시 연초면 한내리에 있던 한내항은 2003년 2월 3일 어촌정주어항으로 거제시장이 지정 관리하였다.
- 조선특화 농공단지 조성으로 어항의 기능이 상실하여 어촌어항법 제17조 제4항의 규정에 따라 거제시장이 2008년 3월 25일 어촌정주어항 지정을 해제하였다.[1] 폐지 당시 한내항의 기능시설은 방파제 105m, 물양장 2,016m2, 호안 73m였다.